# Convocazioni per il campionato europeo maschile di calcio 1988
Elenco dei giocatori convocati da ciascuna Nazionale partecipante agli Europei di calcio 1988.

## Gruppo A

### Danimarca[1]
Allenatore:  Sepp Piontek
| N. | Pos. | Giocatore        | Data nascita (età) | Pres. | Squadra        |
| -- | ---- | ---------------- | ------------------ | ----- | -------------- |
| 1  | P    | Troels Rasmussen | 4 luglio 1961      |       | Aarhus         |
| 2  | D    | John Sivebæk     | 25 ottobre 1961    |       | Saint-Étienne  |
| 3  | D    | Søren Busk       | 10 aprile 1953     |       | Wiener SC      |
| 4  | D    | Morten Olsen     | 14 ottobre 1949    |       | Colonia        |
| 5  | D    | Ivan Nielsen     | 9 ottobre 1956     |       | PSV            |
| 6  | C    | Søren Lerby      | 1º febbraio 1958   |       | PSV            |
| 7  | C    | John Helt        | 29 dicembre 1959   |       | Lyngby         |
| 8  | C    | Per Frimann      | 4 giugno 1962      |       | Aarhus         |
| 9  | C    | Jan Heintze      | 18 agosto 1963     |       | PSV            |
| 10 | A    | Preben Elkjær    | 11 settembre 1957  |       | Verona         |
| 11 | A    | Michael Laudrup  | 15 giugno 1964     |       | Juventus       |
| 12 | D    | Lars Olsen       | 2 febbraio 1961    |       | Brøndby        |
| 13 | C    | John Jensen      | 3 maggio 1965      |       | Brøndby        |
| 14 | A    | Jesper Olsen     | 20 marzo 1961      |       | Manchester Utd |
| 15 | A    | Flemming Povlsen | 3 dicembre 1966    |       | Colonia        |
| 16 | P    | Peter Schmeichel | 18 novembre 1963   |       | Brøndby        |
| 17 | A    | Klaus Berggreen  | 3 febbraio 1958    |       | Torino         |
| 18 | A    | John Eriksen     | 20 novembre 1957   |       | Servette       |
| 19 | D    | Bjørn Kristensen | 10 ottobre 1963    |       | Aarhus         |
| 20 | A    | Kim Vilfort      | 15 novembre 1962   |       | Brøndby        |

### Germania Ovest[2]
Allenatore:  Franz Beckenbauer
| N. | Pos. | Giocatore         | Data nascita (età) | Pres. | Squadra           |
| -- | ---- | ----------------- | ------------------ | ----- | ----------------- |
| 1  | P    | Eike Immel        | 27 novembre 1960   |       | Stoccarda         |
| 2  | D    | Guido Buchwald    | 24 gennaio 1961    |       | Stoccarda         |
| 3  | D    | Andreas Brehme    | 9 novembre 1960    |       | Bayern Monaco     |
| 4  | D    | Jürgen Kohler     | 6 ottobre 1965     |       | Colonia           |
| 5  | D    | Matthias Herget   | 14 novembre 1955   |       | Bayer Uerdingen   |
| 6  | D    | Uli Borowka       | 19 maggio 1962     |       | Werder Brema      |
| 7  | A    | Pierre Littbarski | 16 aprile 1960     |       | Colonia           |
| 8  | C    | Lothar Matthäus   | 21 marzo 1961      |       | Bayern Monaco     |
| 9  | A    | Rudi Völler       | 13 aprile 1960     |       | Roma              |
| 10 | C    | Olaf Thon         | 1º maggio 1966     |       | Schalke 04        |
| 11 | C    | Frank Mill        | 23 luglio 1958     |       | Borussia Dortmund |
| 12 | P    | Bodo Illgner      | 7 aprile 1967      |       | Colonia           |
| 13 | C    | Wolfram Wuttke    | 17 novembre 1961   |       | Kaiserslautern    |
| 14 | D    | Thomas Berthold   | 12 novembre 1964   |       | Verona            |
| 15 | D    | Hans Pflügler     | 27 marzo 1960      |       | Bayern Monaco     |
| 16 | A    | Dieter Eckstein   | 12 marzo 1964      |       | Norimberga        |
| 17 | C    | Hans Dorfner      | 3 luglio 1965      |       | Bayern Monaco     |
| 18 | A    | Jürgen Klinsmann  | 30 luglio 1964     |       | Stoccarda         |
| 19 | D    | Gunnar Sauer      | 11 giugno 1964     |       | Werder Brema      |
| 20 | C    | Wolfgang Rolff    | 26 dicembre 1959   |       | Bayer Leverkusen  |

### Italia[3]
Allenatore:  Azeglio Vicini
| N. | Pos. | Giocatore            | Data nascita (età) | Pres. | Squadra   |
| -- | ---- | -------------------- | ------------------ | ----- | --------- |
| 1  | P    | Walter Zenga         | 28 aprile 1960     | 17    | Inter     |
| 2  | D    | Franco Baresi        | 8 maggio 1960      | 21    | Milan     |
| 3  | D    | Giuseppe Bergomi     | 22 dicembre 1963   | 46    | Inter     |
| 4  | D    | Roberto Cravero      | 3 gennaio 1964     | 0     | Torino    |
| 5  | D    | Ciro Ferrara         | 11 febbraio 1967   | 4     | Napoli    |
| 6  | D    | Riccardo Ferri       | 20 agosto 1963     | 12    | Inter     |
| 7  | D    | Giovanni Francini    | 3 agosto 1963      | 7     | Napoli    |
| 8  | D    | Paolo Maldini        | 26 giugno 1968     | 3     | Milan     |
| 9  | C    | Carlo Ancelotti      | 10 giugno 1959     | 17    | Milan     |
| 10 | C    | Luigi De Agostini    | 7 aprile 1963      | 10    | Juventus  |
| 11 | C    | Fernando De Napoli   | 15 marzo 1964      | 21    | Napoli    |
| 12 | P    | Stefano Tacconi      | 13 maggio 1957     | 1     | Juventus  |
| 13 | C    | Luca Fusi            | 7 giugno 1963      | 1     | Sampdoria |
| 14 | C    | Giuseppe Giannini    | 20 agosto 1964     | 15    | Roma      |
| 15 | C    | Francesco Romano     | 25 aprile 1960     | 0     | Napoli    |
| 16 | A    | Alessandro Altobelli | 28 novembre 1955   | 57    | Inter     |
| 17 | C    | Roberto Donadoni     | 9 settembre 1963   | 16    | Milan     |
| 18 | A    | Roberto Mancini      | 27 novembre 1964   | 13    | Sampdoria |
| 19 | A    | Ruggiero Rizzitelli  | 2 settembre 1967   | 2     | Cesena    |
| 20 | A    | Gianluca Vialli      | 9 luglio 1964      | 25    | Sampdoria |

Come da tradizione, i giocatori sono ordinati alfabeticamente per ruolo. I portieri, invece, con i classici 1 e 12.

### Spagna[4]
Allenatore:  Miguel Muñoz
| N. | Pos. | Giocatore                 | Data nascita (età) | Pres. | Squadra         |
| -- | ---- | ------------------------- | ------------------ | ----- | --------------- |
| 1  | P    | Andoni Zubizarreta        | 23 ottobre 1961    |       | Barcellona      |
| 2  | D    | Tomás Reñones             | 9 agosto 1960      |       | Atlético Madrid |
| 3  | D    | José Antonio Camacho      | 8 giugno 1955      |       | Real Madrid     |
| 4  | D    | Genar Andrinúa            | 9 maggio 1964      |       | Athletic Bilbao |
| 5  | C    | Víctor Muñoz              | 15 marzo 1957      |       | Barcellona      |
| 6  | C    | Ramón María Calderé       | 16 gennaio 1959    |       | Barcellona      |
| 7  | A    | Julio Salinas             | 11 settembre 1962  |       | Atlético Madrid |
| 8  | D    | Manuel Sanchís            | 23 maggio 1965     |       | Real Madrid     |
| 9  | A    | Emilio Butragueño         | 22 luglio 1963     |       | Real Madrid     |
| 10 | A    | Eloy                      | 10 luglio 1964     |       | Sporting Gijón  |
| 11 | C    | Rafael Gordillo           | 24 febbraio 1957   |       | Real Madrid     |
| 12 | D    | Diego Rodríguez Fernández | 20 aprile 1960     |       | Betis           |
| 13 | P    | Francisco Buyo            | 13 gennaio 1958    |       | Real Madrid     |
| 14 | C    | Ricardo Gallego           | 8 febbraio 1959    |       | Real Madrid     |
| 15 | C    | Eusebio                   | 13 aprile 1964     |       | Atlético Madrid |
| 16 | A    | José Mari Bakero          | 11 febbraio 1963   |       | Real Sociedad   |
| 17 | A    | Aitor Begiristain         | 12 agosto 1964     |       | Real Sociedad   |
| 18 | D    | Miquel Soler              | 13 marzo 1965      |       | Espanyol        |
| 19 | C    | Rafael Martín Vázquez     | 25 settembre 1965  |       | Real Madrid     |
| 20 | C    | Míchel                    | 23 marzo 1963      |       | Real Madrid     |

## Gruppo B

### Inghilterra[5]
Allenatore:  Bobby Robson
| N. | Pos. | Giocatore       | Data nascita (età) | Pres. | Squadra           |
| -- | ---- | --------------- | ------------------ | ----- | ----------------- |
| 1  | P    | Peter Shilton   | 18 settembre 1949  | 98    | Derby County      |
| 2  | D    | Gary Stevens    | 27 marzo 1963      | 23    | Everton           |
| 3  | D    | Kenny Sansom    | 26 settembre 1958  | 83    | Arsenal           |
| 4  | C    | Neil Webb       | 30 luglio 1963     | 7     | Nottingham Forest |
| 5  | D    | Dave Watson     | 20 novembre 1961   | 11    | Everton           |
| 6  | D    | Tony Adams      | 10 ottobre 1966    | 11    | Arsenal           |
| 7  | C    | Bryan Robson    | 11 gennaio 1957    | 66    | Manchester Utd    |
| 8  | C    | Trevor Steven   | 21 settembre 1963  | 23    | Everton           |
| 9  | A    | Peter Beardsley | 18 gennaio 1961    | 24    | Liverpool         |
| 10 | A    | Gary Lineker    | 30 novembre 1960   | 32    | Barcellona        |
| 11 | C    | John Barnes     | 7 novembre 1963    | 39    | Liverpool         |
| 12 | C    | Chris Waddle    | 14 dicembre 1960   | 34    | Tottenham         |
| 13 | P    | Chris Woods     | 14 novembre 1959   | 12    | Rangers           |
| 14 | D    | Viv Anderson    | 29 luglio 1956     | 30    | Manchester Utd    |
| 15 | C    | Steve McMahon   | 20 agosto 1961     | 3     | Liverpool         |
| 16 | C    | Peter Reid      | 20 giugno 1956     | 13    | Everton           |
| 17 | C    | Glenn Hoddle    | 27 novembre 1957   | 50    | Monaco            |
| 18 | A    | Mark Hateley    | 7 novembre 1961    | 28    | Monaco            |
| 19 | D    | Mark Wright     | 1º agosto 1963     | 20    | Derby County      |
| 20 | D    | Tony Dorigo     | 31 dicembre 1965   | 0     | Chelsea           |

### Irlanda[6]
Allenatore:  Jackie Charlton
| N. | Pos. | Giocatore                         | Data nascita (età) | Pres. | Squadra        |
| -- | ---- | --------------------------------- | ------------------ | ----- | -------------- |
| 1  | P    | Packie Bonner                     | 25 maggio 1960     |       | Celtic         |
| 2  | D    | Christopher Barry Morris          | 24 dicembre 1963   |       | Celtic         |
| 3  | D    | Chris Hughton                     | 11 dicembre 1958   |       | Tottenham      |
| 4  | D    | Mick McCarthy                     | 7 febbraio 1959    |       | Celtic         |
| 5  | D    | Kevin Moran                       | 29 aprile 1956     |       | Manchester Utd |
| 6  | C    | Ronnie Whelan                     | 12 ottobre 1959    |       | Liverpool      |
| 7  | C    | Paul McGrath                      | 4 dicembre 1959    |       | Manchester Utd |
| 8  | C    | Ray Houghton                      | 9 gennaio 1962     |       | Liverpool      |
| 9  | A    | John Aldridge                     | 18 settembre 1958  |       | Liverpool      |
| 10 | A    | Frank Stapleton                   | 10 luglio 1956     |       | Derby County   |
| 11 | C    | Tony Galvin                       | 12 luglio 1956     |       | Sheffield Weds |
| 12 | A    | Tony Cascarino                    | 1º settembre 1962  |       | Millwall       |
| 13 | C    | Liam O'Brien                      | 5 settembre 1964   |       | Manchester Utd |
| 14 | A    | David Thomas Kelly                | 25 novembre 1965   |       | Walsall        |
| 15 | C    | Kevin Sheedy                      | 12 ottobre 1959    |       | Everton        |
| 16 | P    | Gerry Peyton                      | 20 maggio 1956     |       | Bournemouth    |
| 17 | A    | John Frederick Byrne              | 1º febbraio 1961   |       | Le Havre       |
| 18 | A    | John Sheridan                     | 1º ottobre 1964    |       | Leeds Utd      |
| 19 | D    | John Christopher Patrick Anderson | 7 ottobre 1959     |       | Newcastle Utd  |
| 20 | A    | Niall Quinn                       | 6 ottobre 1966     |       | Arsenal        |

### Paesi Bassi[7]
Allenatore:  Rinus Michels
| N. | Pos. | Giocatore          | Data nascita (età) | Pres. | Squadra         |
| -- | ---- | ------------------ | ------------------ | ----- | --------------- |
| 1  | P    | Hans van Breukelen | 4 ottobre 1956     |       | PSV             |
| 2  | D    | Adri van Tiggelen  | 16 giugno 1957     |       | Anderlecht      |
| 3  | D    | Sjaak Troost       | 28 agosto 1959     |       | Feyenoord       |
| 4  | D    | Ronald Koeman      | 21 marzo 1963      |       | PSV             |
| 5  | C    | Aron Winter        | 1º marzo 1967      |       | Ajax            |
| 6  | D    | Berry van Aerle    | 8 dicembre 1963    |       | PSV             |
| 7  | C    | Gerald Vanenburg   | 5 marzo 1964       |       | PSV             |
| 8  | C    | Arnold Mühren      | 2 maggio 1951      |       | Ajax            |
| 9  | A    | John Bosman        | 1º febbraio 1965   |       | Ajax            |
| 10 | A    | Ruud Gullit        | 1º settembre 1962  |       | Milan           |
| 11 | A    | John van 't Schip  | 30 dicembre 1963   |       | Ajax            |
| 12 | A    | Marco van Basten   | 31 ottobre 1964    |       | Milan           |
| 13 | C    | Erwin Koeman       | 20 settembre 1961  |       | Malines         |
| 14 | A    | Wim Kieft          | 12 novembre 1962   |       | PSV             |
| 15 | D    | Wim Koevermans     | 28 giugno 1960     |       | Fortuna Sittard |
| 16 | P    | Joop Hiele         | 25 dicembre 1958   |       | Feyenoord       |
| 17 | D    | Frank Rijkaard     | 30 settembre 1962  |       | Real Saragozza  |
| 18 | C    | Wilbert Suvrijn    | 26 ottobre 1962    |       | Roda JC         |
| 19 | C    | Hendrie Krüzen     | 24 novembre 1964   |       | Den Bosch       |
| 20 | C    | Jan Wouters        | 17 luglio 1960     |       | Ajax            |

### URSS[8]
Allenatore:  Valeri Lobanovsky
| N. | Pos. | Giocatore                 | Data nascita (età) | Pres. | Squadra          |
| -- | ---- | ------------------------- | ------------------ | ----- | ---------------- |
| 1  | P    | Rinat Dasayev             | 13 giugno 1957     | 77    | Spartak Mosca    |
| 2  | D    | Volodymyr Bezsonov        | 5 marzo 1958       | 67    | Dinamo Kiev      |
| 3  | D    | Vagiz Chidijatullin       | 3 marzo 1959       | 42    | Spartak Mosca    |
| 4  | D    | Oleg Kuznetsov            | 22 marzo 1963      | 26    | Dinamo Kiev      |
| 5  | D    | Anatoliy Demyanenko       | 19 febbraio 1959   | 65    | Dinamo Kiev      |
| 6  | C    | Vasiliy Rats              | 25 aprile 1961     | 23    | Dinamo Kiev      |
| 7  | C    | Sjarhej Alejnikaŭ         | 7 novembre 1961    | 41    | Dinamo Minsk     |
| 8  | C    | Gennadiy Litovchenko      | 11 settembre 1963  | 32    | Dinamo Kiev      |
| 9  | C    | Oleksandr Zavarov         | 20 aprile 1961     | 23    | Dinamo Kiev      |
| 10 | A    | Oleg Protasov             | 4 febbraio 1964    | 35    | Dinamo Kiev      |
| 11 | A    | Igor Belanov              | 25 settembre 1960  | 22    | Dinamo Kiev      |
| 12 | D    | Ivan Vishnevsky           | 21 febbraio 1957   | 6     | Dnipro           |
| 13 | D    | Tengiz Sulakvelidze       | 23 luglio 1956     | 47    | Dinamo Tbilisi   |
| 14 | D    | Vyacheslav Sukristov      | 1º gennaio 1962    | 3     | Žalgiris         |
| 15 | C    | Oleksij Mychajlyčenko     | 30 marzo 1963      | 7     | Dinamo Kiev      |
| 16 | P    | Viktor Čanov              | 21 luglio 1959     | 7     | Dinamo Kiev      |
| 17 | A    | Sergej Dmitriev           | 17 marzo 1964      | 6     | Zenit Leningrado |
| 18 | C    | Sergey Gotsmanov          | 27 marzo 1959      | 25    | Dinamo Minsk     |
| 19 | D    | Sergei Pavlovich Baltacha | 17 febbraio 1958   | 44    | Dinamo Kiev      |
| 20 | C    | Viktor Pasulko            | 1º gennaio 1961    | 6     | Spartak Mosca    |